# Obóz Narodowo-Radykalny ABC
Obóz Narodowo-Radykalny ABC (ONR ABC) – skrajnie prawicowe i skrajnie nacjonalistyczne środowisko polityczne, powstałe w 1935 w wyniku rozłamu w Obozie Narodowo-Radykalnym. Związane jest z dziennikiem „ABC”, od którego zawdzięcza swoją umowną nazwę. Działania propagandowe organizacji były sponsorowane przez faszystowski rząd włoski.
Obóz Narodowo-Radykalny był organizacją, która w 1935 roku podzieliła się na dwie frakcje: ONR ABC i ONR Falanga. Obie organizacje posiadały programy o charakterze totalitarnym, które wykluczały z życia publicznego inne grupy etniczne, wyznaniowe i polityczne, ale ONR ABC był uważany za bardziej radykalny w niektórych aspektach. Podobnie jak Falanga, wiele inspiracji czerpał z włoskiego faszyzmu i niemieckiego nazizmu. Lucyna Kulińska ideologię ONR ABC określa wprost jako „socjalnarodową”, jak zresztą nazwali ją sami członkowie tej organizacji.

## Działalność ONR ABC
Środowisko ABC skupiało starszych działaczy ONR, głównie w wieku 30–40 lat. W „ABC” bardzo ceniony był dział kultury, który wkrótce stanie się oddzielnym pismem – „Prosto z Mostu” redagowanym przez Stanisława Piaseckiego. Oprócz tego tzw. środowisko ABC wydawało teoretyczny miesięcznik „Nowy Ład”, periodyki „Alma Mater” i „Jutro” oraz konspiracyjne pisma takie jak „Sztafeta” („Nowa Sztafeta”) czy „O.N.R.-owiec”. Tworzyło sieć życia kulturalno-społecznego wykraczającego już poza ramy środowisk narodowo-rewolucyjnych i oddziałującego na coraz szersze środowiska.
Legalnymi przybudówkami ONR ABC były przede wszystkim stowarzyszenia akademickie (Związek Narodowy Polskiej Młodzieży Radykalnej w Warszawie, Młodzież Narodowo-Radykalna w Poznaniu, Związek Niezależnej Młodzieży Narodowej w Wilnie) oraz Starszoharcerski Krąg Św. Jerzego, jak również Klub Dyskusyjny im. H. Rossmana w Warszawie. Duże wpływy ONR uzyskał w Związku Popierania Polskiego Stanu Posiadania (tzw. Związku Polskim), skupiającym kręgi kupieckie i rzemieślnicze do walki z żydowską konkurencją. Utworzony został też Robotniczy Związek Narodowo-Radykalny do pracy wśród robotników.
Działalność ONR ABC rozwijała się głównie w Warszawie i Poznaniu, ale też na Pomorzu, Śląsku, Podlasiu, w Krakowie, Wilnie, Łodzi, Częstochowie, Łowiczu, Płocku, Lublinie, Łucku i Równem. Liczebność ONR ABC w Warszawie oceniano na 150 do 500 osób, w całym kraju na 2000.
W 1937 r. ONR ABC zainicjował tworzenie Konfederacji Polskiej, otwartej na wszystkie żywioły narodowo-katolickie uznające zasady „dobra Narodu Polskiego”, „etyki chrześcijańskiej” i „sprawiedliwości społecznej”. Wobec fiaska tego projektu oscylowała między Frontem Morges (jej przedstawiciel wziął udział w spotkaniu Frontu w Palkovicach) a sanacją (ONR był inicjatorem spotkania Śmigłego-Rydza z młodzieżą narodową na komerszu „Arkonii”). Współpraca ONR ABC z Obozem Zjednoczenia Narodowego została uzgodniona w rozmowach z Bogusławem Miedzińskim, a Tadeusz Gluziński zadeklarował w 1937 za pośrednictwem Zdzisława Michalskiego gotowość ONR ABC do udziału w planowanej przez Obóz rozprawie z ugrupowaniami Frontu Ludowego, ale na drodze zbliżenia stanął konkurencyjny Ruch Narodowo-Radykalny „Falanga”, któremu Koc powierzył latem 1937 budowę Związku Młodej Polski.
ONR ABC wziął udział w wyborach samorządowych w latach 1938–1939. W Warszawie grupa wystartowała jako Narodowy Komitet Radykalnego Odżydzenia Warszawy zdobywając 8,5% głosów i 5 mandatów (wobec ośmiu SN); w Poznaniu Narodowo-Radykalny Komitet Wyborczy wystawił kandydata (S. Kasznica) tylko w jednym okręgu i uzyskał 457 głosów; w sumie listy oenerowskie zdobyły 1,2% głosów. ONR ABC udało się też pozyskać nieoficjalną reprezentację parlamentarną w postaci posła Franciszka Stocha.
W okresie II wojny światowej przedwojenni działacze środowiska ABC powołali Związek Jaszczurczy i grupę Szańca, które weszły w skład Narodowych Sił Zbrojnych.
Do czołowych działaczy należeli: Henryk Rossman, Jan Jodzewicz, Tadeusz Gluziński, Edward Kemnitz, Tadeusz Todtleben, Jerzy Kurcjusz, Jan Korolec, Aleksander Heinrich, Wiktor Martini, Witold Rościszewski, Wincenty Malinowski, Tadeusz Kasznica.

## Ideologia ONR ABC
Jan Korolec pisał o tym, że on i jego organizacja początkowo sporo czerpali z faszyzmu i nazizmu. Przyznawał: „Pod wpływem niemieckim i włoskim doszliśmy do koncepcji hierarchicznej organizacji, obejmującej cały naród uświadomiony i podlegający mechanicznym poleceniom władz. Nie braliśmy dostatecznie pod uwagę faktu, że naród nie jest mechanizmem, a społeczeństwo nie da się skoszarować”. Z czasem jednak odciął się od pomysłów tworzenia aż tak radykalnego systemu. 
ONR ABC uważany jest za bardziej radykalną frakcję niż ONR Falanga, choć obie organizacje miały podobne, totalitarne programy. Podczas gdy Falanga była skłonna do pewnego kompromisu z władzą, frakcja ABC była bardziej skoncentrowana na własnej idei i odrzucała kompromisy z innymi siłami politycznymi. Frakcja ABC charakteryzowała się również większym radykalizmem w podejściu do wykluczania innych grup etnicznych, wyznaniowych i politycznych z życia publicznego. Oba skrzydła ONR dążyły do stworzenia państwa, w którym kontrola nad wszystkimi sferami życia społecznego i politycznego byłaby absolutna, z wykluczeniem pluralizmu i wolnego wyboru. Różnice zdań dotyczyły kwestii takich jak struktura organizacyjna i przywództwo. W przeciwieństwie do Falangi, postulującej zasadę wodzostwa, czyli ideę silnego, autorytarnego przywódcy, który kieruje narodem, ONR ABC preferował model zarządzania państwem za pośrednictwem tajnej, wielostopniowej struktury kierowniczej o charakterze mafijnym, tzw. Organizacji Wewnętrznej. Ustrój państwa miał się opierać na hierarchii, której najwyższy szczebel miał stanowić Senat Narodu Polskiego, składający się z członków dożywotnich, a uzupełnianych drogą kooptacji. Ciało to miało ustalać ogólne kierunki polityki państwa i zastąpić demokratycznie. wybierany parlament. Kierownicze stanowiska w państwie mieliby obejmować wyłącznie członkowie Organizacji Wewnętrznej, którymi mogli zostać wyłącznie etniczni Polacy, potrafiący udowodnić czysto polskie, w znaczeniu rasowym, pochodzenie do czterech pokoleń wstecz. Oni mieli podejmować decyzje dotyczące selekcji ludzi na wyższe stanowiska oraz tworzenia z nich elitarnej hierarchii. W przyszłym państwie nie było miejsca na uznawanie jakiejkolwiek partii politycznej, stowarzyszenia czy organizacji społecznej. W sferze społeczno-gospodarczej postulowano trzecią drogę między kapitalizmem a socjalizmem – gospodarkę drobnych posiadaczy, ale z aktywną, choć pomocniczą rolą państwa. Istotnym elementem ideologii ONR ABC był katolicyzm, któremu zamierzano całkowicie podporządkować sferę kulturalną i obyczajową. Prawicowa historyczka i politolożka Lucyna Kulińska tak charakteryzuje założenia programowe tego obozu:

„Była to ideologia socjalnarodowa, jak określali ją sami twórcy. (...) Według ideologii OW [Organizacji Wewnętrznej - tajnej siatki kierowniczej ONR] w przyszłej Polsce miał być stworzony ustrój gospodarczy wolny od wszelkich wpływów obcych i indywidualistycznych. Ustrój ten przewidywał zlikwidowanie różnic klasowych, a na to miejsce zjednoczenie całego narodu wokół ideologii OW. Jednym z najważniejszych punktów programu OW było wyeliminowanie i likwidacja mniejszości narodowych. Za mniejszości najbardziej niebezpieczne i wrogie uznano Niemców, Ukraińców i Żydów. Nie przewidywano dla nich żadnych praw w przyszłym państwie. Mieli być ustawowo wysiedleni poza granice, a jednostki znane z działalności na szkodę narodu miały być zlikwidowane. (...) Podstawą ustroju politycznego była zasada hierarchii, czyli elitaryzmu. Elitą, która w pierwszej fazie sprawowałaby władzę i wpływała na wszelkie dziedziny życia, miała być właśnie organizacja wewnętrzna”.

 

ONR ABC popierał na uczelniach zasadę numerus nullus. Jeden z rozkazów organizacyjnych Wydziału Wykonawczego tej organizacji brzmiał następująco: 
W wykonaniu numerus nullus poleca się wszystkim członkom ONR, gdyby kto spotkał Żyda na uczelni, pobić go i wyrzucić z terenu uczelni. Jeśliby okazała się przeważająca siła Żydów lub woźnych, którzy by stawali w obronie Żydów, należy zaalarmować innych kolegów do pomocy. Rozkaz niniejszy bezwzględnie musi być wykonany. Numerus nullus musi być zrealizowane tak, jak rok temu zrealizowane zostało getto.
Narodowi radykałowie z frakcji ABC protestowali przeciwko kandydaturze ks. prof. Edmunda Burschego na rektora Uniwersytetu Warszawskiego, gdyż ten był luteraninem. Ich zdaniem takie stanowisko należało się wyłącznie rzymskiemu katolikowi.